# Línea 659 (Interurbanos Madrid)
La línea 659 de la red de autobuses interurbanos de Madrid une el intercambiador de Moncloa (Madrid) con la Universidad Francisco de Vitoria y Pinar del Plantío (Majadahonda).

## Características
Esta línea se inauguró a finales de abril de 2019, uniendo la capital con la Universidad Francisco de Vitoria, Pozuelo de Alarcón y la urbanización Pinar del Plantío (Majadahonda).
En septiembre de 2019, la línea vio reforzados sus servicios.
La línea mantiene los mismos horarios todo el año (exceptuando las vísperas de festivo y festivos de Navidad). No presta servicio los fines de semana ni festivos.
Siguiendo la numeración de líneas del CRTM, las líneas que circulan por el corredor 6 son aquellas que dan servicio a los municipios situados en torno a la A-6 y comienzan con un 6. Aquellas numeradas dentro de la decena 650 corresponden a aquellas que circulan por Pozuelo de Alarcón y Majadahonda.
Está operada por la empresa Avanza Movilidad Integral mediante la concesión administrativa VCM-601 - Madrid – Pozuelo de Alarcón –  Majadahonda – Alcorcón (Viajeros Comunidad de Madrid) del Consorcio Regional de Transportes de Madrid.
1. ↑  «Los vecinos de Pozuelo estrenarán a final de mes el nuevo servicio lanzadera de la línea 657 Madrid (Moncloa)-Pozuelo (Monteclaro) y otro de la 659 Madrid (Moncloa)- UFV». El Correo de Pozuelo. 17 de abril de 2019. Consultado el 27 de diciembre de 2023.
2. ↑  «La línea 659 triplica su frecuencia y conecta Pozuelo con el intercambiador de Moncloa en menos de 20 minutos - Noticias en Pozuelo». www.infopozuelo.com. Consultado el 27 de diciembre de 2023.
3. ↑  «Detalle línea 659». Avanza. Transporte interurbano en Madrid. Consultado el 25 de diciembre de 2023.

## Horarios

### 1 septiembre - 30 junio
| Lunes a viernes laborables lectivos | Lunes a viernes laborables lectivos | Lunes a viernes laborables no lectivos | Lunes a viernes laborables no lectivos |
| Madrid > Pinar del Plantío          | Pinar del Plantío > Madrid          | Madrid > Pinar del Plantío             | Pinar del Plantío > Madrid             |
| 07:10                               | 12:00                               | 07:30                                  | 15:05                                  |
| 07:15                               | 12:20                               |                                        |                                        |
| 07:25                               | 12:45                               |                                        |                                        |
| 07:30                               | 13:00                               |                                        |                                        |
| 07:35                               | 13:05                               |                                        |                                        |
| 07:40                               | 13:25                               |                                        |                                        |
| 07:55                               | 13:30                               |                                        |                                        |
| 08:15                               | 13:35                               |                                        |                                        |
| 08:25                               | 13:45                               |                                        |                                        |
| 08:30                               | 13:55                               |                                        |                                        |
| 08:45                               | 14:00                               |                                        |                                        |
| 09:00                               | 14:05                               |                                        |                                        |
| 09:15                               | 14:40                               |                                        |                                        |
| 09:25                               | 14:55                               |                                        |                                        |
| 09:30                               | 15:00                               |                                        |                                        |
| 09:40                               | 15:05                               |                                        |                                        |
| 10:15                               | 15:15                               |                                        |                                        |
| 10:30                               | 15:25                               |                                        |                                        |
| 10:40                               | 15:50                               |                                        |                                        |
| 13:30                               | 16:10                               |                                        |                                        |
| 14:00                               | 16:30                               |                                        |                                        |
| 14:15                               | 17:00                               |                                        |                                        |
| 14:25                               | 17:00                               |                                        |                                        |
| 14:30                               | 17:10                               |                                        |                                        |
| 14:35                               | 17:20                               |                                        |                                        |
| 14:45                               | 17:50                               |                                        |                                        |
| 15:00                               | 17:55                               |                                        |                                        |
| 15:15                               | 18:05                               |                                        |                                        |
| 15:25                               | 18:20                               |                                        |                                        |
| 15:30                               | 18:40                               |                                        |                                        |
| 15:35                               | 18:50                               |                                        |                                        |
| 15:40                               | 19:00                               |                                        |                                        |
| 15:45                               | 19:10                               |                                        |                                        |
| 16:00                               | 19:50                               |                                        |                                        |
|                                     | 19:55                               |                                        |                                        |
| 20:00                               |                                     |                                        |                                        |
| 20:05                               |                                     |                                        |                                        |
| 20:10                               |                                     |                                        |                                        |
| 20:55                               |                                     |                                        |                                        |
| 21:00                               |                                     |                                        |                                        |
| 21:05                               |                                     |                                        |                                        |
| 21:55                               |                                     |                                        |                                        |

### 1 - 31 julio
| Lunes a viernes laborables |                            |
| Madrid > Pinar del Plantío | Pinar del Plantío > Madrid |
| 07:10                      | 12:20                      |
| 07:15                      | 12:45                      |
| 07:30                      | 13:05                      |
| 07:35                      | 13:35                      |
| 08:25                      | 14:00                      |
| 08:45                      | 14:05                      |
| 09:00                      | 14:55                      |
| 09:15                      | 15:05                      |
| 09:30                      | 16:10                      |
| 09:40                      | 17:10                      |
| 10:15                      | 18:05                      |
| 10:30                      | 19:00                      |
| 10:40                      | 19:50                      |
| 13:30                      | 21:00                      |
| 14:15                      | 21:55                      |
| 14:30                      |                            |
| 14:45                      |                            |
| 15:00                      |                            |
| 15:15                      |                            |
| 15:30                      |                            |
| 15:45                      |                            |
| 16:00                      |                            |

1. 1 2  Desde la Universidad Francisco de Vitoria.

## Recorrido y paradas

### Sentido UFV - Pinar del Plantío
| Código | Parada                                 | Común con                   | Conexión con Metro | Municipio          | Zona |
| ------ | -------------------------------------- | --------------------------- | ------------------ | ------------------ | ---- |
| 17480  | Intercambiador de Moncloa (dársena 36) | 658                         | Moncloa            | Madrid             |      |
| 20647  | Universidad Fco. de Vitoria - Pozuelo  | 565                         |                    | Pozuelo de Alarcón |      |
| 10008  | Ctra. Majadahonda - Universidad        | 561 561A 561B 565 650A 657  |                    | Pozuelo de Alarcón |      |
| 08781  | Ctra. Majadahonda - Av. Monteclaro     | 561 561A 561B 565 650A      |                    | Pozuelo de Alarcón |      |
| 08783  | Ctra. Pozuelo - Urb. Monteclaro        | 561 561A 561B 565 650A      |                    | Majadahonda        |      |
| 08785  | Ctra. Pozuelo - Centro de Prevención   | 561 561A 561B 565 650A      |                    | Majadahonda        |      |
| 08787  | Ctra. Pozuelo - Residencia             | 561 561A 561B 565 653 654 2 |                    | Majadahonda        |      |
| 08789  | Ctra. Pozuelo - Urb. Pinar Plantío     | 561 561A 561B 565 653 654 2 |                    | Majadahonda        |      |

### Sentido Madrid (Moncloa)
| Código | Parada                                 | Común con                   | Conexión con Metro | Municipio          | Zona |
| ------ | -------------------------------------- | --------------------------- | ------------------ | ------------------ | ---- |
| 08790  | Ctra. Pozuelo - Urb. Pinar Plantío     | 561 561A 561B 565 653 654 1 |                    | Majadahonda        |      |
| 08788  | Ctra. Pozuelo - Residencia             | 561 561A 561B 565 653 654 1 |                    | Majadahonda        |      |
| 08786  | Ctra. Pozuelo - Centro de Prevención   | 561 561A 561B 565 650B      |                    | Majadahonda        |      |
| 08784  | Ctra. Pozuelo - Urb. Monteclaro        | 561 561A 561B 565 650B      |                    | Majadahonda        |      |
| 08782  | Ctra. Majadahonda - Av. Monteclaro     | 561 561A 561B 565 650B      |                    | Pozuelo de Alarcón |      |
| 08721  | Ctra. Majadahonda - Universidad        | 561 561A 561B 565 650B 657  |                    | Pozuelo de Alarcón |      |
| 20647  | Universidad Fco. de Vitoria - Pozuelo  | 565                         |                    | Pozuelo de Alarcón |      |
| 17480  | Intercambiador de Moncloa (dársena 36) | 658                         | Moncloa            | Madrid             |      |

## Galería de imágenes

Mapa de la distribución de dársenas del intercambiador de Moncloa con la distribución de cabeceras de las líneas de autobuses, entre las que aparece la línea 659.